# شیشه‌ای (ترانه)
«شیشه‌ای» (انگلیسی: Glassy) ترانه‌ای از خواننده اهل کره جنوبی، جو یو ری برای نخستین آلبوم تک‌آهنگ او با همین نام است. این ترانه در ۷ اکتبر ۲۰۲۱ به عنوان تک‌آهنگ آغازین این آلبوم منتشر شد.

## جدول‌های موسیقی
| جدول (۲۰۲۱)                     | بالاترین جایگاه |
| ------------------------------- | --------------- |
| کره جنوبی (گائون)               | ۱۳۷             |
| کره جنوبی (۱۰۰ آهنگ داغ کی-پاپ) | ۸۴              |

| جدول (۲۰۲۱)       | بالاترین جایگاه |
| ----------------- | --------------- |
| کره جنوبی (گائون) | ۱۴۹             |

## تاریخچه انتشار
| منطقه | تاریخ        | فرمت                  | ناشر                |
| ----- | ------------ | --------------------- | ------------------- |
| مختلف | ۷ اکتبر ۲۰۲۱ | دانلود دیجیتال استریم | ویک‌وان استون میوزیک |